# Ankdammen (film)
Ankdammen är en svensk actionkomedi som hade premiär i Sverige den 3 juli 2019. Filmen är regisserad av Robert Andersson, som även skrivit manus.

## Handling
Filmen handlar om Fredrik som bor i ett mindre samhälle där han driver en kiosk, bor i villa där han lever tillsammans med sin flickvän. Hans liv vänds dock upp och ned när hans gamla barndomspolare Patrik släpps ut från fängelset.

## Rollista (i urval)
- Leif Andrée – John
- Ellen Bergström – Emilia
- Jannike Grut – Josefine
- Kristoffer Pettersson  – Fredrik
- Zardasht Rad – Patrik
- Sara Sommerfeld – Lisa
- Victor von Schirach – Birger
- Hanna Oldenburg – kvinna i affären
- Amanda Renberg – kiosktjuv

## Produktion
Filmen är inspelad i sörmländska Katrineholm och är delvis baserad på Robert Anderssons uppväxt där. Filmens handling utspelar sig dock inte i Katrineholm, utan den fiktiva orten Ankdammen. Inspelningen tog 24 dagar medan det tog fyra år att färdigställa hela filmen.